# سیارک ۸۵۹۵
سیارک ۸۵۹۵ (به انگلیسی: 8595 Dougallii، نامگذاری:3233T-1) هشت هزار و پانصد و نود و پنجمین سیارک کشف شده‌است که در ۲۶ مارس ۱۹۷۱ کشف شد.
قدر مطلق سیارک برابر ۱۴٫۱۰ است.